# Dragan de Lazare
Dragan Lazarević dit Dragan de Lazare, né le 8 mai 1964 à Rio de Janeiro en Brésil, est un dessinateur, notamment de bandes dessinées et peintre.

## Biographie
Il est l'auteur d'une série yougoslave, X-Ion.
Après l'échec en 1989 d'une nouvelle série policière au style graphique franco-belge, Une Aventure de Yves Rokatansky, il se voit confier par François Walthéry le dessin de sa dernière création, Rubine. Cette nouvelle bande dessinée publiée aux éditions Le Lombard suit les aventures d'une inspectrice de police chicagolaise sexy. Sur un scénario de Mythic, le dessinateur signe huit albums, publiés entre 1993 et 2002. Il quitte la série, laissant sa place à Boyan pour les tomes 9 et 10 (2004-2006), qui se verra lui-même remplacé par Bruno Di Sano pour les trois derniers volumes (2009-2011).
De Lazare revient discrètement en 2016, en signant Acidités de couleur noire, avec BAM au scénario, un hommage aux Idées noires d'André Franquin.

## Publications
- Une aventure de Yves Rokatansky, scénario de Lazar Odanović dit Lazzaro, Sorg

1. Le témoin, 1989.

- Rubine, scénario de Mythic et François Walthéry, Le Lombard

1. Les mémoires troubles, 1993.
2. Fenêtre sur rue, 1994.
3. Le second témoin, 1995.
4. Serial killer, 1996.
5. La disparue d'Halloween, 1997.
6. America, 1998.
7. Devoirs de vacances, 2000.
8. 96 heures, 2002.

- Acidités de couleur noire, avec BAM et Odanović[1], YIL Éditions, 2016.